# TPD52L1
TPD52L1‏ (Tumor protein D52 like 1) هوَ بروتين يُشَفر بواسطة جين TPD52L1 في الإنسان.

## الوظيفة
يُشفِّر هذا الجين عضوًا من عائلة بروتين الورم D52 (TPD52). يحتوي البروتين المُشفَّر على نطاق لولبي، وقد يُشكِّل ثنائيًا متماثلًا أو غير متماثل مع أعضاء عائلة TPD52. أُفيدَ أن هذا البروتين يُشارك في تكاثر الخلايا وتأشير الكالسيوم. كما يتفاعل مع بروتين كيناز 5 المُنشَّط بالميتوجين (MAP3K5/ASK1)، ويُنظِّم موت الخلايا المُستحثَّ بـ MAP3K5 بشكل إيجابي. لُوحظت مُتغيِّرات مُتعدِّدة مُتَّصلة بالتبادل، ولكن لم يُحدَّد بعدُ طول بعض المُتغيِّرات.

## التفاعل
لقد ثبت أن TPD52L1 يتفاعل مع TPD52L2 وTPD52.